# Duch w Monte Carlo (film)
Duch w Monte Carlo (ang. A Ghost in Monte Carlo) – film telewizyjny z 1990 roku zrealizowany na podstawie powieści Barbary Cartland.

## Treść
Akcja toczy się w XIX wieku. Paryska arystokratka Emilie przejmuję opiekę nad swoją młodą siostrzenicą Mistral i wraz z nią wyjeżdża do Monte Carlo. Tam młoda dziewczyna zwraca na siebie uwagę przebywających tam arystokratów i przeżywa wiele perypetii miłosnych...

## Obsada
- Lysette Anthony – Mistral
- Sarah Miles – Emilie/Mme. Bluet
- Marcus Gilbert – Lord Robert Stanford
- Jolyon Baker – Książę Mikołaj
- Maxine Audley – Lady Stanford
- Joanna Lumley – Lady Drayton
- Fiona Fullerton – Lady Violet
- Ron Moody – Alphonse
- Elizabeth Sellars – Hrabina Kissler
- Neil Dickson – Dupuis
- Samantha Eggar – Jeanne
- Sadie Frost – Alice (20 lat)
- Christopher Plummer – Książę Ivan
- Oliver Reed – Radża
- Helen Cherry – Matka Przełożona
- Lewis Collins – Lord Drayton
- Francesca Gonshaw – Senorita Rodriguez